# Distretto di Ajmer
Il distretto di Ajmer è un distretto del Rajasthan, in India, di 2 180 526 abitanti. È situato nella divisione di Ajmer e il suo capoluogo è Ajmer.